# Mount Buffalo
Mount Buffalo är ett berg i Australien. Det ligger i regionen Alpine och delstaten Victoria, omkring 200 kilometer nordost om delstatshuvudstaden Melbourne. Toppen på Mount Buffalo är 1 471 meter över havet.
Runt Mount Buffalo är det mycket glesbefolkat, med 4 invånare per kvadratkilometer.. Närmaste större samhälle är Bright, omkring 17 kilometer öster om Mount Buffalo. 
I omgivningarna runt Mount Buffalo växer i huvudsak städsegrön lövskog. Genomsnittlig årsnederbörd är 1 334 millimeter. Den regnigaste månaden är juli, med i genomsnitt 152 mm nederbörd, och den torraste är januari, med 60 mm nederbörd.